# Championnats du monde de judo 2003
 (décembre 2021).
Si vous disposez d'ouvrages ou d'articles de référence ou si vous connaissez des sites web de qualité traitant du thème abordé ici, merci de compléter l'article en donnant les références utiles à sa vérifiabilité et en les liant à la section « Notes et références ».
Navigation
Édition précédente Édition suivante
Les Championnats du monde de judo 2003 se tiennent du 11 au 14 septembre au Osaka-jō Hall, à Osaka au Japon.

## Résultats

### Hommes
| Catégories                       | Or                | Argent               | Bronze                               |
| -------------------------------- | ----------------- | -------------------- | ------------------------------------ |
| 14 septembre : - 60 kg           | Choi Min-Ho       | Craig Fallon         | Anis Lounifi Tadahiro Nomura         |
| 13 septembre : - 66 kg           | Arash Miresmaeili | Larbi Benboudaoud    | Yordanis Arencibia Magomed Dzhafarov |
| 13 septembre : - 73 kg           | Lee Won-Hee       | Daniel Fernandes     | Vitaly Makarov Joao Neto             |
| 12 septembre : - 81 kg           | Florian Wanner    | Sergei Aschwanden    | Alexei Budolin Robert Krawczyk       |
| 12 septembre : - 90 kg           | Hee-Tae Hwang     | Zurab Zviadauri      | Carlos Honorato Siarhei Kukharenko   |
| 11 septembre : - 100 kg          | Kosei Inoue       | Ghislain Lemaire     | Ihar Makarau Mario Sabino            |
| 11 septembre : + 100 kg          | Yasuyuki Muneta   | Dennis van der Geest | Yevgen Sotnikov Tamerlan Tmenov      |
| 14 septembre : Toutes catégories | Keiji Suzuki      | Indrek Pertelson     | Abdullo Tangriev Movlud Miraliyev    |

### Femmes
| Catégories                       | Or               | Argent              | Bronze                                 |
| -------------------------------- | ---------------- | ------------------- | -------------------------------------- |
| 14 septembre : - 48 kg           | Ryoko Tamura     | Frédérique Jossinet | Danieska Carrion Neşe Şensoy           |
| 13 septembre : - 52 kg           | Amarilis Savon   | Annabelle Euranie   | Raffaella Imbriani Yuki Yokosawa       |
| 13 septembre : - 57 kg           | Kye Sun-Hui      | Yvonne Boenisch     | Deborah Gravenstijn Yurisleidy Lupetey |
| 12 septembre : - 63 kg           | Daniela Krukower | Driulys Gonzalez    | Ylenia Scapin Anna Von Harnier         |
| 12 septembre : - 70 kg           | Masae Ueno       | Regla Zulueta       | Annett Böhm Edith Bosch                |
| 11 septembre : - 78 kg           | Noriko Anno      | Yurisel Laborde     | Esther San Miguel Edinanci Silva       |
| 11 septembre : + 78 kg           | Sun Fuming       | Maki Tsukada        | Karina Bryant Tea Dongouzachvili       |
| 14 septembre : Toutes catégories | Tong Wen         | Karina Bryant       | Daima Beltrán Mara Kovačević           |

## Tableau des médailles
| Rang | Nation               | Or | Argent | Bronze | Total |
| ---- | -------------------- | -- | ------ | ------ | ----- |
| 1    | Japon                | 6  | 1      | 2      | 9     |
| 2    | Corée du Sud         | 3  | 0      | 0      | 3     |
| 3    | Chine                | 2  | 0      | 0      | 2     |
| 4    | Cuba                 | 1  | 3      | 4      | 8     |
| 5    | Allemagne            | 1  | 1      | 3      | 5     |
| 6    | Argentine            | 1  | 0      | 0      | 1     |
| -    | Corée du Nord        | 1  | 0      | 0      | 1     |
| -    | Iran                 | 1  | 0      | 0      | 1     |
| 9    | France               | 0  | 5      | 0      | 5     |
| 10   | Royaume-Uni          | 0  | 2      | 1      | 3     |
| 11   | Pays-Bas             | 0  | 1      | 2      | 3     |
| 12   | Estonie              | 0  | 1      | 1      | 2     |
| 13   | Géorgie              | 0  | 1      | 0      | 1     |
| -    | Suisse               | 0  | 1      | 0      | 1     |
| 15   | Russie               | 0  | 0      | 4      | 4     |
| 16   | Brésil               | 0  | 0      | 3      | 3     |
| 17   | Biélorussie          | 0  | 0      | 2      | 2     |
| 18   | Azerbaïdjan          | 0  | 0      | 1      | 1     |
| -    | Espagne              | 0  | 0      | 1      | 1     |
| -    | Italie               | 0  | 0      | 1      | 1     |
| -    | Ouzbékistan          | 0  | 0      | 1      | 1     |
| -    | Pologne              | 0  | 0      | 1      | 1     |
| -    | Portugal             | 0  | 0      | 1      | 1     |
| -    | Serbie-et-Monténégro | 0  | 0      | 1      | 1     |
| -    | Tunisie              | 0  | 0      | 1      | 1     |
| -    | Turquie              | 0  | 0      | 1      | 1     |
| -    | Ukraine              | 0  | 0      | 1      | 1     |

## Source
- Judoinside.com